# سینتیا اکرت
سینتیا اکرت (انگلیسی: Cynthia Eckert؛ زادهٔ october ۲۷, ۱۹۶۵ (۵۹ سال)) ورزشکار روئینگ اهل ایالات متحده آمریکا است.
وی در مسابقات کشوری و بین‌المللی در مجموع برندهٔ ۳ مدال نقره شده‌است.